# Скит Смольяны
Скит Смольяны — один из нижегородских старообрядческих скитов, находившихся на реке Керженец.
Основан предположительно в 1656 году монахами из знатных родов: Сергием Салтыковым (из рода Салтыковых по материнской линии была императрица Анна Иоанновна), Спиридоном и Ефремом Потёмкиными. Во второй половине XVII века скит стал центром поповского согласия на Керженце, и его насельниками стали представители многих знатных родов, не принявшие никоновскую реформу. В 1660 году скит возглавил иеромонах Дионисий Шуйский (родственник царя Василия Шуйского), получивший почтение среди старообрядцев, так как имел запас мира и Святых Даров, освященных при патриархе Иосифе. В 1690 году главой скита стал поп Феодосий, неоднократно подвергавшийся арестам за проповедь раскола. В 1694 году он был схвачен и сожжён, а скит вместе с часовней Тихвинской иконы Божией Матери был разрушен. 
На скитских кладбищах объектами паломничества с XIX века стали могилы основателей скита и колодцы, по преданию, выкопанные ими. В Смолянах были похоронены такие деятели старообрядчества, как Дионисий Шуйский (упоминается в «Истории о бегствующем священстве»), Сергий Нижегородец (с ним связывают появление на Керженеце сочинений Аввакума). 
Свои воспоминания о посещении Смолян в 1911 году оставил наставник Спасова согласия Д. Н. Уткин:

И поклонившис пойде называемое место Смолины, и достигохомъ и поклонившись ту четырьмя иереомъ имена ихъ невемы, но токмо намъ показавше м(а)ть инокиню схимницу Тысею и ту повлонившись, еще видели прудочекъ, и намъ о семъ прудочке сказовавше, что когда было гонение от Питирима то тутъ опущены иконы сихъ жителей и с(вя)тые тайны, от сего прудка къ западу солнечному 40 саженъ ключь и ту опущены иконы, еще на западъ, 100 саженъ озерко ту опущены колокола. А жилья теперь нетъ, токмо сарай съ иконами и отселе пойде къ дому.
— Автобиография Д. Н. Уткина
В настоящее время сохранились 22 могилы с ветхими крестами и голбцами, а также две ямы с водой, являющиеся останками прежних колодцев.